# Damodar
Il Damodar è un fiume dell'India che attraversa gli stati dello Jharkhand e del Bengala Occidentale. È un affluente del fiume Hughli nel quale sfocia circa 30 km a sudovest di Calcutta. Il fiume nasce sull'altopiano del Chota Nagpur.
In passato era chiamato "fiume del dolore" (River of sorrow) a causa delle frequenti inondazioni. Nel 1948 il governo indiano istituì la Damodar Valley Corporation con lo scopo di costruire dighe nel bacino del fiume.
Nel suo percorso lungo circa 590 km il fiume attraversa una vasta area mineraria in cui si trovano numerosi giacimenti di carbone, centrali elettriche, acciaierie, fabbriche di concimi, cementifici e industrie chimiche i cui scarichi finiscono nel fiume inquinandone le acque.